# Pamětník (přírodní památka)
Přírodní památka Pamětník se nachází asi jeden kilometr jižně od vsi Pamětník, která je částí asi pět kilometrů vzdáleného města Chlumec nad Cidlinou v okrese Hradec Králové. Přírodní památka o rozloze téměř 34 ha, která leží na katastrálním území Pamětník je ve správě Krajského úřadu Královéhradeckého kraje.

## Přírodní poměry
Předmětem ochrany na lokalitě je pestrý komplex mokřadních, lučních a pískomilných společenstev v nivě Mlýnské Cidliny.
Geologickým podkladem jsou pleistocenní říční naplaveniny (risské terasy), místy překryté hlinitými až hlinitopísčitými sedimenty.

### Flóra
Různorodost biotopů od mokřadů a tůní po suché písčiny a remízy je příčinou velké druhové rozmanitosti a bohatství rostlinného krytu. Nejvlhčí plochy jsou porostlé rákosinami. Roste zde více než 400 druhů rostlin, z toho 30 druhů červeného seznamu. Mezi ně patří ovsíček obecný (Aira caryophyllea), nepatrnec rolní (Aphanes arvensis), trávnička obecná (Armeria vulgaris), prstnatec májový (Dactylorhiza majalis), bělolist nejmenší (Logfia minima), pupečník obecný (Hydrocotyle vulgaris), vachta trojlistá (Menyanthes trifoliata), pryskyřník velký (Ranunculus lingua), hrachor bahenní (Lathyrus palustris) aj.

### Fauna
Rozmnožuje se zde rosnička zelená (Hyla arborea), skokan skřehotavý (Rana ridibunda), skokan štíhlý (Rana dalmatina), kuňka obecná (Bombina bombina) a mnoho dalších obojživelníků. Vyskytuje se zde ještěrka živorodá (Zootoca vivipara). Běžná je užovka obojková (Natrix natrix).

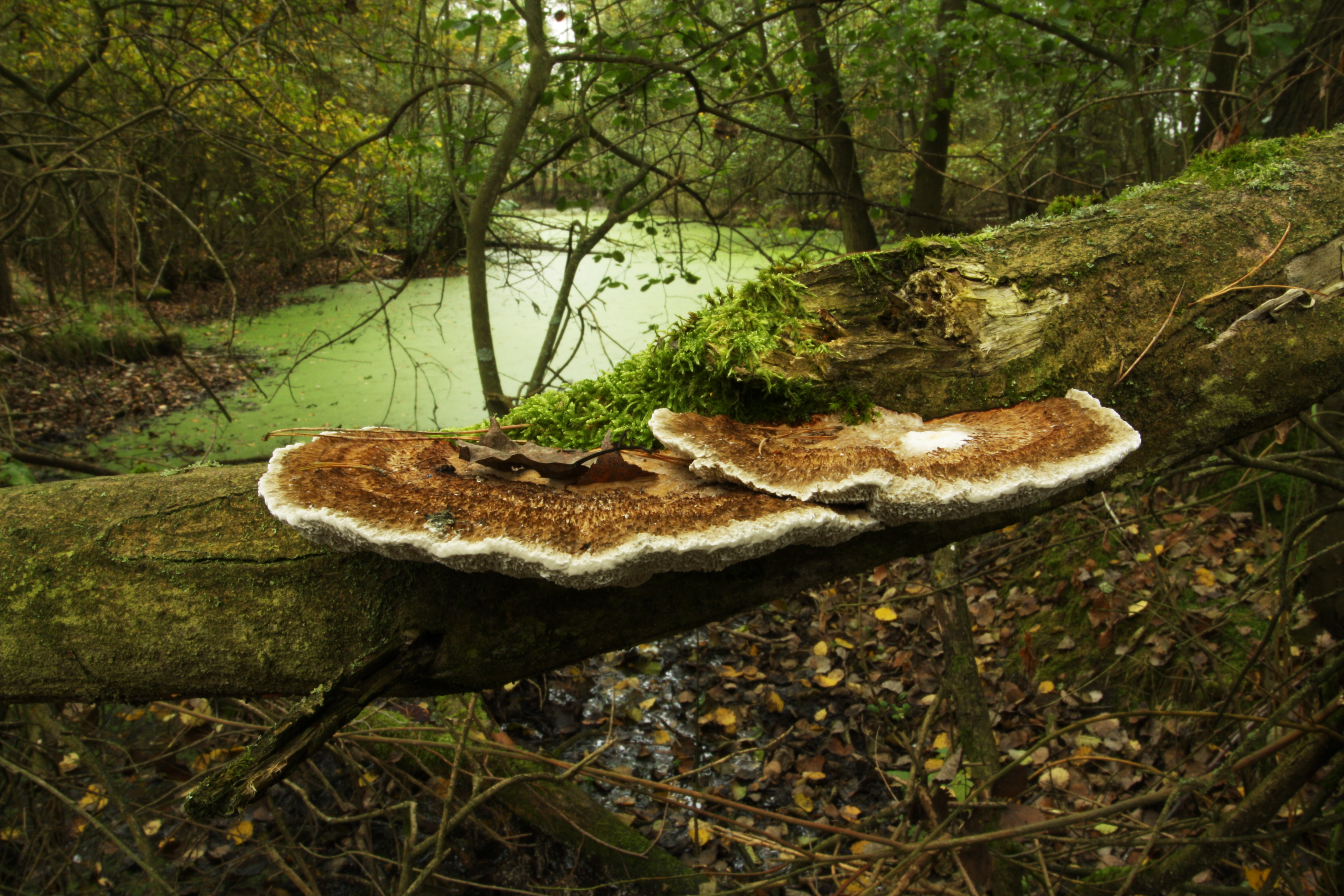
Mokřady Pamětníku

Rákosiny a podmáčené louky jsou hnízdištěm mokřadního ptactva. Pravidelně zde hnízdí bekasina otavní (Gallinago gallinago), čejka chocholatá (Vanellus vanellus), rákosník obecný (Acrocephalus scirpaceus), rákosník proužkovaný (A. schoenobaenus), strnad rákosní (Emberiza schoeniclus), skorec vodní (Cinclus cinlus), cvrčilka říční (Locustella fluviatilis) a dudek chocholatý (Upupa epops).
Mokřadní biotopy hostí vlhkomilný hmyz. Pozorováno bylo širší druhové spektrum dvoukřídlých z čeledí lupicovitých (Dolichopodidae), vláhomilkovitých (Sciomyzidae) a dalších. U zarůstajících zatopených pískoven, v podmáčených olšinách i na loukách bylo nalezeno deset druhů vážek (Odonata), z nichž nejzajímavější je vzácná teplomilná lesklice skvrnitá (Somatochlora flavomaculata). Na jednom z mála míst východočeské oblasti se tu vyskytuje motýl běloskvrnáč pampeliškový (Amata phegea).

## Přístup
Kolem chráněného území mezi jeho východním a jihovýchodním okrajem a místní rozlehlou pískovnou prochází cyklotrasa č. 4284, která vede ze vsi Pamětník do Bílých Vchynic. K severnímu okraji chráněného území směřuje z Pamětníku polní cesta, do jádra přírodní památky žádné cesty nevedou.